# Ion Oblemenco
Ion Oblemenco (né le 13 mai 1945 à Corabia en Roumanie et mort le 1er septembre 1996 à Agadir au Maroc) était un joueur et entraîneur de football roumain.
Le Stade Ion-Oblemenco porte son nom depuis sa mort.

## Palmarès

### Avec l'Universitatea Craiova
- Champion de Roumanie en 1974
- Vainqueur de la Coupe de Roumanie en 1977
- Vice-Champion de Roumanie en 1973
- Meilleur buteur du Championnat de Roumanie en 1967, 1970, 1972, 1973

- Champion de Roumanie en 1981
- Vainqueur de la Coupe de Roumanie en 1981